# Thaumastognathia wasmannia
Thaumastognathia wasmannia är en kräftdjursart som beskrevs av Cohen och Gary C.B. Poore 1994. Thaumastognathia wasmannia ingår i släktet Thaumastognathia och familjen Gnathiidae. Inga underarter finns listade i Catalogue of Life.